# Главен прокурор на България
Главният прокурор е едноличен държавен орган в България, част от съдебната власт, считан за главен държавен обвинител. От 16 юни 2023 г. изпълняващ длъжността на Главен прокурор е Борислав Сарафов.
Главният прокурор осъществява надзор и ръководство над всички прокурори в страната и е член по право на Висшия съдебен съвет. Подпомаган е в дейността си от Главната прокуратура, като е начело на прокуратурата на Република България.

## История
Позицията на главния прокурор е уредена за първи път в българското законодателство през 1899 г., в Княжество България със Закона за устройство на съдилищата, в Глава „Пета“ – „Прокурорски надзор“.
Институцията на главния прокурор е въведена с Димитровската конституция от 1947 г. по съветски образец. Дотогава прокурорите са служители на съответните съдилища. Главният прокурор се назначава от Народното събрание за 5-годишен срок и се отчита пред него за дейността си. Той получава изключително широки правомощия – да ръководи работата на всички прокурори и следователи, да ги назначава и уволнява, има и право на законодателна инициатива. По-късно главният прокурор получава право на съвещателен глас в Президиума на Народното събрание и в Министерския съвет. През 1979 г. следствието е отделено от прокуратурата.
С Конституцията от 1991 г. част от правомощията на главния прокурор са премахнати, като за сметка на това се увеличава неговата независимост. Мандатът му е увеличен на 7 години и той вече се назначава от Президента по предложение на Висшия съдебен съвет, като не носи отговорност за действията си, освен в случай, че извърши престъпление.
Главният прокурор ръководи прокуратурата, организира и разпределя работата на своите заместници, назначава и освобождава служителите във Върховната касационна прокуратура, във Върховната административна прокуратура и в администрацията на главния прокурор и издава инструкции и дава указания относно дейността на прокуратурата.
Главният прокурор се подпомага от заместници при Върховната касационна прокуратура и Върховната административна прокуратура и може да им възлага свои правомощия, освен ако със закон е предвидено друго. Главният прокурор и неговите заместници могат писмено да отменят или изменят актовете на подчинените им прокурори, освен ако са били предмет на съдебен контрол. Административните ръководители на районните, окръжните, военно-окръжните, апелативните и военно-апелативната прокуратури организират и ръководят дейността им, назначават и освобождават служителите в тях.) Главният прокурор ежегодно внася във Висшия съдебен съвет обобщен доклад за прилагането на закона и за дейността на прокуратурата и на разследващите органи.
Главният прокурор лично или чрез определени от него прокурори извършва ревизии и контролира работата на всички прокурори. Прокурорите от апелативните и окръжните прокуратури извършват ревизии и контролират работата на прокурорите в непосредствено по-ниските по степен прокуратури.

## Главни прокурори
| Главен прокурор      | Мандат                              | Назначен с решение на | Обнародвано | Бележки               |
| -------------------- | ----------------------------------- | --------------------- | ----------- | --------------------- |
| Димитър Запрянов (1) | 18 декември 1947 – 10 февруари 1953 | VI ВНС                |             |                       |
| Димитър Запрянов (2) | 10 февруари 1953 – 10 април 1954    | II НС                 |             |                       |
| Йордан Чобанов       | 9 април 1954 – 14 март 1959         | III НС                |             |                       |
| Минчо Минчев         | 14 март 1959 – 8 ноември 1962       | IV НС                 |             |                       |
| Иван Вачков (1)      | 25 декември 1962 – 14 декември 1967 | V НС                  |             |                       |
| Иван Вачков (2)      | 14 декември 1967 – 8 юли 1971       | VI НС                 |             |                       |
| Иван Вачков (3)      | 8 юли 1971 – 16 юни 1976            | VII НС                |             |                       |
| Иван Вачков (4)      | 16 юни 1976 – 12 юни 1981           | VIII НС               |             |                       |
| Костадин Лютов       | 17 юни 1981 – 3 май 1987            |                       |             |                       |
| Васил Мръчков        | 18 август 1987 – 14 декември 1989   |                       |             |                       |
| Евтим Стоименов      | 14 декември 1989 – 6 ноември 1990   |                       |             |                       |
| Мартин Гунев         | 1 ноември 1990 – 19 февруари 1992   |                       |             |                       |
| Иван Татарчев        | 17 февруари 1992 – 21 февруари 1999 |                       |             |                       |
| Никола Филчев        | 16 февруари 1999 – 22 февруари 2006 |                       |             |                       |
| Борис Велчев         | 23 февруари 2006 – 2 ноември 2012   |                       |             |                       |
| Бойко Найденов       | 6 ноември 2012 – 10 януари 2013     |                       |             | изпълняващ длъжността |
| Сотир Цацаров        | 10 януари 2013 – 18 декември 2019   |                       |             |                       |
| Иван Гешев           | 18 декември 2019 – 15 юни 2023      |                       |             |                       |
| Борислав Сарафов     | 16 юни 2023 –                       |                       |             | изпълняващ длъжността |